# Chiesa di Santa Maria delle Tinte
La chiesa di Santa Maria delle Tinte è un luogo di culto cattolico di Pergola (PU), nelle Marche.
Rappresenta un notevole esempio di decorazione barocca della regione.

## Storia e descrizione

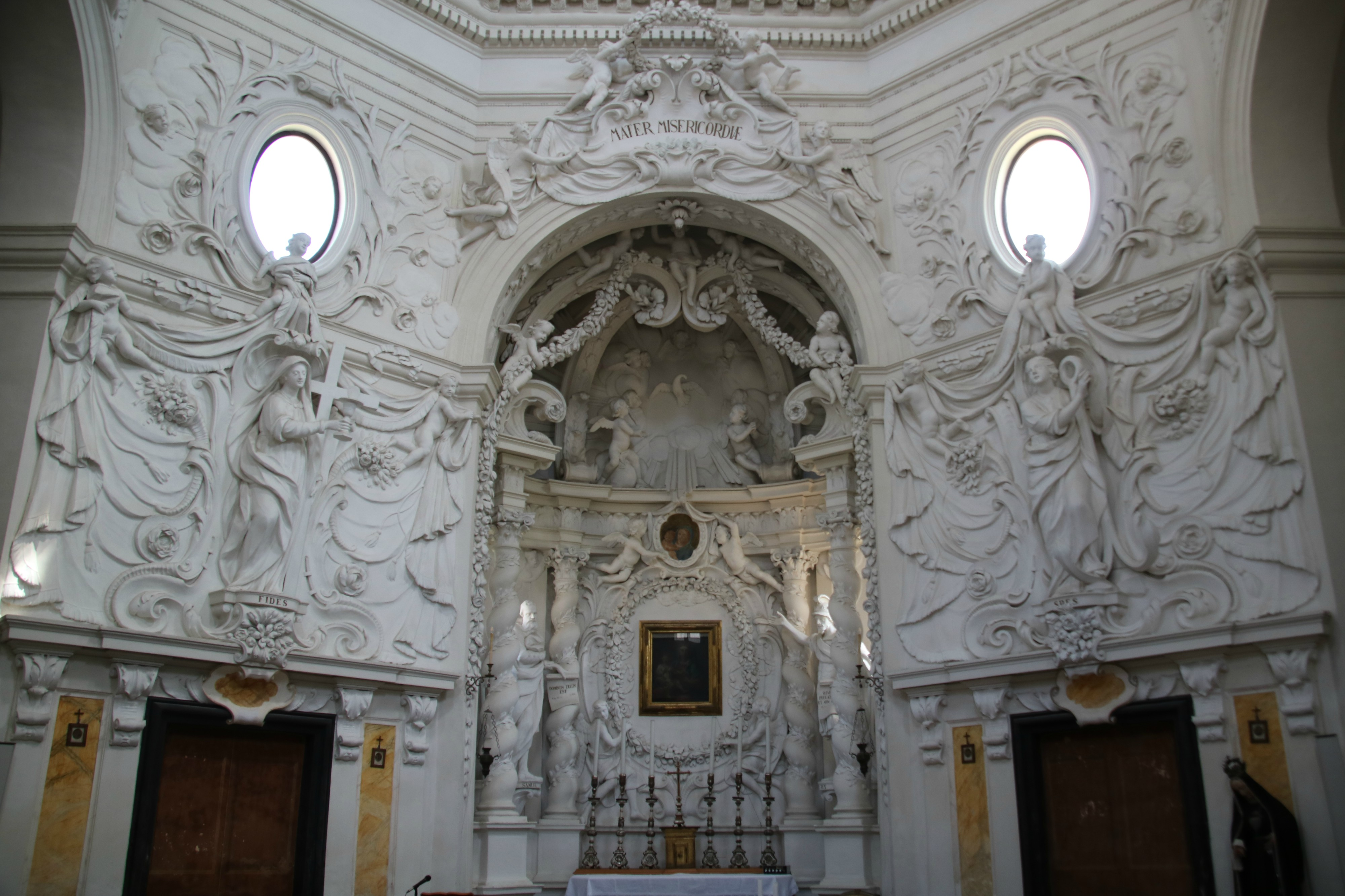
Veduta dell'interno barocco.

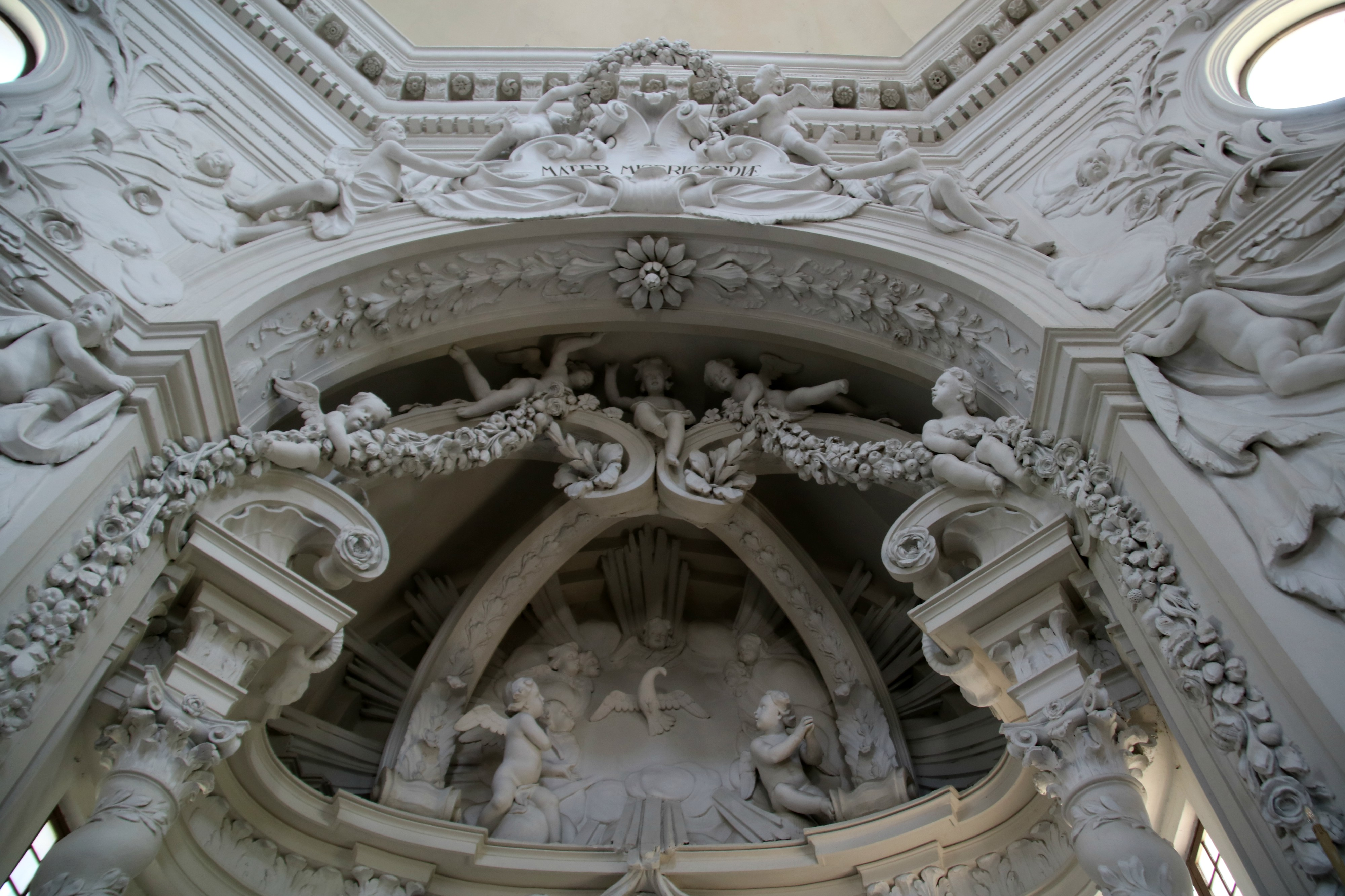
Particolare dell'altar maggiore.

In questo luogo, lungo il Cesano, era il vecchio quartiere dei tintori e dei lanaioli, e vi sorgeva già una primitiva cappella. 
La chiesa attuale venne costruita nel corso del XVIII secolo per volere della Corporazione dei Tintori e Lanaioli, sopra il portale è incisa la data 1787.
È una costruzione in mattoni dominata dall'alto tiburio ottagonale che contiene la cupola. La facciata è rimasta incompiuta.
L'interno è ricco di fregi e statue in stucco bianco di pieno stile barocco. Le statue raffigurano le Virtù Teologali e quelle di fianco l'alta maggiore, i Profeti Davide e Samuele. Custodisce, inoltre, varie tele, una Vergine con Santi del senigalliese Giovanni Anastasi (1623-1704), una Crocifissione del locale Giovanni Francesco Ferri (1701-1775), una Madonna in Trono con Bambino e Santi di Scuola veneta della seconda metà del XVII secolo una copia dell'Annunciazione di Federico Barocci. Interessanti le panche del XVIII secolo dipinte con stemmi e motivi floreali.